# Chus Martínez
Chus Martínez Pérez (Puenteceso, La Coruña, Galicia, 1972) es una curadora de arte, historiadora y escritora española. Desde 2014 es directora del Institute of Arte del FHNW Academy of Arte and Design de Basilea (Suiza).

## Trayectoria
Estudió filosofía e historia del arte en la Universidad Autónoma de Barcelona y continuó su formación en Alemania y Estados Unidos.  Empezó como comisaria independiente y directora de programación de la Sala Rekalde de Bilbao (2002-2005). En septiembre de 2005 fue elegida directora del Frankfurter Kunstverein siendo la primera mujer en este cargo en los 150 años de vida de este reputado centro de arte. En 2008 se trasladó a Barcelona donde hasta 2011 fue conservadora jefe del MACBA, apuesta de Bartomeu Marí que no cuajó. En diciembre de 2010 anunció que dejaba el MACBA para unirse al equipo de documenta, dirigido por Carolyn Christov-Bakargiev. En 2012 fue nombrada conservadora jefe en El Museo del Barrio de Nueva York, jefa de departamento y miembro del Core Agente Group a la Documenta Kassel en Alemania. (13). 
En enero de 2014 fue nombrada directora del Instituto de Arte de la Academy of Art and Design de Basilea (Suiza).
Ha participado en la Bienal de Venecia del 2005 y ha sido asesora curatorial del Carnegie International y de la 29a Bienal de São Paulo. Paralelamente, ha comisariado numerosas exposiciones durante su paso por el MACBA, y también en otras instituciones, como el Museo de Arte Reina Sofía de Madrid. 
En 2010, la revista Flash Art la incluyó en su lista de los 101 comisarios más influyentes del mundo.

## Publicaciones
Escribe regularmente ensayos críticos en catálogos y es colaboradora habitual de Artforum, entre otras revistas de arte internacionales.
Artículos de Martinez en El País.
- Club Univers. Stemberg Press 2016 ISBN 10: 3956792955  ISBN 13: 9783956792953